# Andy (cantante)
Andy, pseudonimo di Andranik Madadian (in persiano آندرانيک مدديان‎; Teheran, 22 aprile 1958), è un cantante iraniano con cittadinanza statunitense di origine armena.
Iniziò la sua attività canora dopo la Rivoluzione Iraniana con Kouros Shahmiri nel 1982. È noto in Iran e nelle aree della diaspora iraniana con i brani farsi come Goleh Bandar, Khaalvat-e Man, Airport, Niloufar, Tanhaee e Cheshmaye Naaz-e Mano Garefteh e un brano in armeno Orere Seero.
Negli anni ottanta ha collaborato con Kouros Shahmiri, con il quale ha formato il duo Andy & Kouros pubblicando quattro album in studio.

## Discografia

### Album
Come Andy & Kouros
- 1985 - Khastegary
- 1987 - Parvaz
- 1990 - Balla
- 1991 - Goodbye

Solista
- 1977 - Future Features
- 1992 - Beegharar
- 1993 - Laili
- 1994 - Tanhaee
- 1996 - Devoted
- 1998 - Silk Road
- 2000 - And My Heart...
- 2002 - Khalvate Man
- 2003 - Orere Seero
- 2004 - Platinum
- 2006 - City of Angels
- 2007 - Airport
- 2021 - Love Songs

### Singoli
- 1999 - Ghahremanane Vatan (feat. Leila Forouhar & Dariush)
- 1999 - Nune
- 2001 - Yaran (feat. Pyruz, Paksmina & Hamid Nadiri)